# Galatasaray Istanbul/Saison 1985/86
Die Saison 1985/86 von Galatasaray Istanbul war die 78. Saison in der Vereinsgeschichte und die 28. Saison in der türkischen Liga, der 1. Lig. Der Klub beendete die Saison auf dem 2. Platz. Die Türkiye Kupası endete für Galatasaray Istanbul im Halbfinale. Im Europapokal der Pokalsieger schieden die Gelb-Roten in der 2. Runde aus.

## Personalien

### Kader
| Nat.                                           | Name                | Geburtsdatum  | im Verein seit | vorheriger Verein     |
| Torhüter                                       | Torhüter            | Torhüter      | Torhüter       | Torhüter              |
| ---------------------------------------------- | ------------------- | ------------- | -------------- | --------------------- |
| Turkei                                         | Haydar Erdoğan      | 19. Apr. 1959 | 1979           | Sarıyer SK            |
| Jugoslawien Sozialistische Föderative Republik | Zoran Simović       | 2. Nov. 1954  | 1984           | Hajduk Split          |
| Turkei                                         | Cengiz Sökmen       | 25. Dez. 1963 | 1985           | eigene Jugend         |
| Abwehr                                         |                     |               |                |                       |
| Turkei                                         | Halil İbrahim Akçay | 14. Okt. 1960 | 1982           | Trabzonspor           |
| Turkei                                         | Yusuf Altıntaş      | 7. Aug. 1961  | 1984           | Kocaelispor           |
| Turkei                                         | Orhan Atik          | 25. Feb. 1967 | 1985           | eigene Jugend         |
| Turkei                                         | Adnan Aydın         | 1. Jan. 1956  | 1985           | Babaeskispor          |
| Turkei                                         | Raşit Çetiner       | 10. Sep. 1956 | 1981           | Fenerbahçe Istanbul   |
| Turkei                                         | Ahmet Ceyhan        | 26. Jan. 1951 | 1982           | Trabzonspor           |
| Turkei                                         | İsmail Demiriz      | 1. Apr. 1962  | 1984           | Gençlerbirliği Ankara |
| Turkei                                         | İlyas               | n. a.         | 1985           | n. a.                 |
| Turkei                                         | Erhan Önal          | 3. Sep. 1957  | 1985           | Türkgücü München      |
| Turkei                                         | Yücel Özkan         | 2. Nov. 1965  | 1985           | eigene Jugend         |
| Turkei                                         | Arkın Tanman        | 1. Jan. 1960  | 1985           | eigene Jugend         |
| Turkei                                         | Cüneyt Tanman       | 16. Jan. 1956 | 1976           | Giresunspor           |
| Turkei                                         | Semih Yuvakuran     | 1. Sep. 1963  | 1984           | Bursaspor             |
| Mittelfeld                                     |                     |               |                |                       |
| Turkei                                         | Osman Akyol         | 1. Sep. 1969  | 1985           | n. a.                 |
| Turkei                                         | Adnan Esen          | 16. Mai 1961  | 1982           | Bandırmaspor          |
| Turkei                                         | Arif Kocabıyık      | 1. Sep. 1958  | 1985           | Fenerbahçe Istanbul   |
| Turkei                                         | Hakan Özkazbek      | 23. Feb. 1960 | 1985           | Kayserispor           |
| Jugoslawien Sozialistische Föderative Republik | Dževat Prekazi      | 18. Aug. 1957 | 1985           | Hajduk Split          |
| Turkei                                         | Şenol Yiğit         | 2. Aug. 1967  | 1985           | n. a.                 |
| Angriff                                        |                     |               |                |                       |
| Turkei                                         | Bülent Alkılıç      | 24. Nov. 1960 | 1980           | eigene Jugend         |
| Turkei                                         | Hakan Çarkacı       | 18. Okt. 1965 | 1984           | eigene Jugend         |
| Turkei                                         | Kadir Çattık        | 1. Mai 1957   | 1985           | Bursaspor             |
| Turkei                                         | Erdal Keser         | 20. Juni 1961 | 1984           | Borussia Dortmund     |
| Turkei                                         | Hasan Reis          | n. a.         | 1985           | n. a.                 |
| Turkei                                         | Erkan Ültanır       | 13. Nov. 1965 | 1985           | eigene Jugend         |
| Turkei                                         | Hasan Yıldırım      | 10. Aug. 1960 | 1985           | Viktoria Goch         |

#### Transfers
| Zugänge | Abgänge |
| --- | --- |
| - Osman Akyol (n. a.) - Orhan Atik (eigene Jugend) - Adnan Aydın (Babaeskispor) - Kadir Çattık (Bursaspor) - İlyas (n. a.) - Arif Kocabıyık (Fenerbahçe Istanbul) - Erhan Önal (Türkgücü München) - Hakan Özkazbek (Kayserispor) - Yücel Özkan (eigene Jugend) - Dževat Prekazi (Hajduk Split) - Hasan Reis (n. a.) - Cengiz Sökmen (eigene Jugend) - Arkın Tanman (eigene Jugend) - Erkan Ültanır (eigene Jugend) - Şenol Yiğit (n. a.) - Hasan Yıldırım (Viktoria Goch) | - Rüdiger Abramczik (Rot-Weiß Oberhausen) - Burak Dilmen (Denizlispor) - Erdal (n. a.) - Barbaros Erdem (Karriere beendet) - Mustafa Ergücü (Tarsus İdman Yurdu) - Levent Erköse (Diyarbakırspor) - Sefer Karaer (Fatih Karagümrük SK) - Öner Kılıç (Kayserispor) - Fatih Terim (Karriere beendet) - Metin Yıldız (Malatyaspor) - Necmi (n. a.) |

## Spielkleidung
| Heim | Auswärts |

- Ausrüster: Adidas
- Trikotsponsor: Denizcilik Bankası / Modells

## Saison
Alle Ergebnisse aus Sicht von Galatasaray Istanbul.
Die Tabelle listet alle 1.-Lig-Spiele des Vereins der Saison 1985/86 auf. Siege sind grün, Unentschieden gelb und Niederlagen rot markiert.

### 1. Lig
| ST | Datum              | Gegner                | Ort                              | Ergebnis  | Tor(e) für Galatasaray Istanbul                                                                                        | Karte(n) für Galatasaray Istanbul                                       |
| -- | ------------------ | --------------------- | -------------------------------- | --------- | --- | ----------------------------------------------------------------------- |
| 01 | 31. August 1985    | Samsunspor            | İnönü Stadı, Istanbul            | 3:0 (1:0) | 1:0 Prekazi (39.), 2:0 Tanman (80.), 3:0 Prekazi (83.)                                                                 | keine                                                                   |
| 02 | 8. September 1985  | Altay Izmir           | Atatürk Stadı, Izmir             | 1:0 (0:0) | 1:0 Prekazi (62.) | Prekazi (38.)                                                           |
| 03 | 15. September 1985 | Denizlispor           | İnönü Stadı, Istanbul            | 2:1 (1:0) | 1:0 Alkılıç (24.), 2:1 Alkılıç (61.)                                                                                   | Kocabıyık (53.)                                                         |
| 04 | 21. September 1985 | Kayserispor           | Atatürk Stadı, Kayseri           | 0:0       | keine | Ceyhan (60.)                                                            |
| 05 | 28. September 1985 | Malatyaspor           | İnönü Stadı, Istanbul            | 1:1 (1:1) | 1:1 Keser (17.) | Kocabıyık (41.), Altıntaş (70.)                                         |
| 06 | 6. Oktober 1985    | Fenerbahçe Istanbul   | Fenerbahçe Stadı, Istanbul       | 1:1 (1:1) | 1:1 Alkılıç (11.) | Prekazi (30.), Tanman (42.), Altıntaş (74.)                             |
| 07 | 13. Oktober 1985   | Gençlerbirliği Ankara | İnönü Stadı, Istanbul            | 0:0       | keine | keine                                                                   |
| 08 | 2. November 1985   | Rizespor              | İnönü Stadı, Istanbul            | 2:0 (0:0) | 1:0 Alkılıç (54.), 2:0 Kılıç (70. Elfmeter)                                                                            | Akçay (83.)                                                             |
| 09 | 9. November 1985   | Eskişehirspor         | Atatürk Stadı, Eskişehir         | 1:1 (0:0) | 1:1 Ültanır (76.) | Altıntaş (24.), Kocabıyık (70.)                                         |
| 10 | 16. November 1985  | Sakaryaspor           | İnönü Stadı, Istanbul            | 3:0 (1:0) | 1:0 Prekazi (33.), 2:0 Ültanır (55.), 3:0 Altıntaş (80.)                                                               | Altıntaş (65.)                                                          |
| 11 | 24. November 1985  | Trabzonspor           | Hüseyin Avni Aker Stadı, Trabzon | 1:0 (0:0) | 1:0 Tanman (69.) | Tanman (28.)                                                            |
| 12 | 1. Dezember 1985   | Zonguldakspor         | İnönü Stadı, Istanbul            | 1:0 (1:0) | 1:0 Önal (38.) | keine                                                                   |
| 13 | 8. Dezember 1985   | Beşiktaş Istanbul     | İnönü Stadı, Istanbul            | 0:0       | keine | keine                                                                   |
| 14 | 14. Dezember 1985  | Bursaspor             | İnönü Stadı, Istanbul            | 4:0 (2:0) | 1:0 Çetiner (16.), 2:0 Önal (32.), 3:0 Keser (58.), 4:0 Kocabıyık (66. Elfmeter)                                       | keine                                                                   |
| 15 | 22. Dezember 1985  | MKE Ankaragücü        | 19 Mayıs Stadı, Ankara           | 1:1 (0:0) | 1:0 Keser (76.) | keine                                                                   |
| 16 | 29. Dezember 1985  | Kocaelispor           | İnönü Stadı, Istanbul            | 1:1 (1:0) | 1:0 Prekazi (34.) | keine                                                                   |
| 17 | 4. Januar 1986     | Sarıyer SK            | İnönü Stadı, Istanbul            | 0:0       | keine | keine                                                                   |
| 18 | 12. Januar 1986    | Orduspor              | İnönü Stadı, Istanbul            | 3:2 (3:2) | 1:0 Çetiner (21.), 2:2 Keser (38.), 3:2 Tanman (41.)                                                                   | keine                                                                   |
| 19 | 26. Januar 1986    | Samsunspor            | 19 Mayıs Stadı, Samsun           | 1:1 (1:0) | 1:0 Alkılıç (12.) | Keser (78.)                                                             |
| 20 | 2. Februar 1986    | Altay Izmir           | Atatürk Stadı, Izmir             | 5:1 (3:0) | 1:0 Alkılıç (19.), 2:0 Tanman (27.), 3:0 Alkılıç (43.), 4:1 Tanman (76.), 5:1 Yıldırım (87.)                           | keine                                                                   |
| 21 | 9. Februar 1986    | Denizlispor           | Şehir Stadı, Denizli             | 2:1 (2:0) | 1:0 Keser (25.), 2:0 Tanman (30.)                                                                                      | Alkılıç (18.), Demiriz (74.)                                            |
| 22 | 16. Februar 1986   | Kayserispor           | İnönü Stadı, Istanbul            | 5:2 (1:0) | 1:0 Çetiner (27. Elfmeter), 2:1 Prekazi (70.), 3:1 Tanman (76.), 4:1 Altıntaş (77.), 5:2 Prekazi (85.)                 | Demiriz (9.), Önal (55.)                                                |
| 23 | 23. Februar 1986   | Malatyaspor           | İnönü Stadı, Malatya             | 1:1 (1:0) | 1:1 Tanman (12.) | Ceyhan (58.)                                                            |
| 24 | 1. März 1986       | Fenerbahçe Istanbul   | İnönü Stadı, Istanbul            | 0:0       | keine | Kocabıyık (23.), Ceyhan (44.), Prekazi (68.), Alkılıç (79.), Önal (60.) |
| 25 | 9. März 1986       | Gençlerbirliği Ankara | 19 Mayıs Stadı, Ankara           | 1:0 (0:0) | 1:0 Yıldırım (77.) | Demiriz (34.)                                                           |
| 26 | 16. März 1986      | Orduspor              | 19 Eylül Stadı, Ordu             | 0:0       | keine | keine                                                                   |
| 27 | 30. März 1986      | Rizespor              | Atatürk Stadı, Rize              | 2:0 (1:0) | 1:0 Tanman (35.), 2:0 Keser (65.)                                                                                      | keine                                                                   |
| 28 | 6. April 1986      | Eskişehirspor         | İnönü Stadı, Istanbul            | 2:1 (1:0) | 1:0 Çetiner (11. Elfmeter), 2:1 Keser (82.)                                                                            | Altıntaş (24.), Önal (63.)                                              |
| 29 | 13. April 1986     | Sakaryaspor           | Atatürk Stadı, Sakarya           | 4:2 (2:1) | 1:0 Prekazi (12.), 2:0 Keser (24.), 3:1 Çetiner (69. Elfmeter), 4:2 Keser (77.)                                        | Keser (62.)                                                             |
| 30 | 20. April 1986     | Trabzonspor           | İnönü Stadı, Istanbul            | 0:0       | keine | keine                                                                   |
| 31 | 27. April 1986     | Zonguldakspor         | Şehir Stadı, Zonguldak           | 0:0       | keine | keine                                                                   |
| 32 | 4. Mai 1986        | Beşiktaş Istanbul     | İnönü Stadı, Istanbul            | 1:1 (1:0) | 1:0 Altıntaş (33.) | keine                                                                   |
| 33 | 11. Mai 1986       | Bursaspor             | Atatürk Stadı, Bursa             | 1:0 (0:0) | 1:0 Önal (86.) | Çetiner (64.)                                                           |
| 34 | 18. Mai 1986       | MKE Ankaragücü        | İnönü Stadı, Istanbul            | 5:2 (2:1) | 1:1 Çetiner (23. Elfmeter), 2:1 Çetiner (40. Elfmeter), 3:1 Tanman (51.), 4:1 Çetiner (69. Elfmeter), 5:2 Tanman (81.) | Altıntaş (9.)                                                           |
| 35 | 25. Mai 1986       | Kocaelispor           | İsmetpaşa Stadyumu, Kocaeli      | 1:0 (1:0) | 1:0 Prekazi (32.) | Önal (64.)                                                              |
| 36 | 1. Juni 1986       | Sarıyer SK            | İnönü Stadı, Istanbul            | 1:0 (0:0) | 1:0 Çetiner (59., Elfmeter)                                                                                            | Altıntaş (41.)                                                          |

### Türkiye Kupası
| Runde              | Datum            | Gegner         | Ort                        | Ergebnis  | Tor(e) für Galatasaray Istanbul                                            | Karte(n) für Galatasaray Istanbul                           |
| ------------------ | ---------------- | -------------- | -------------------------- | --------- | -------------------------------------------------------------------------- | ----------------------------------------------------------- |
| 5. Runde-Hinspiel  | 5. Februar 1986  | Orduspor       | 19 Eylül Stadı, Ordu       | 0:0       | keine                                                                      | keine                                                       |
| 5. Runde-Rückspiel | 12. Februar 1986 | Orduspor       | Fenerbahçe Stadı, Istanbul | 4:0 (1:0) | 1:0 Keser (13.), 2:0 Yıldırım (59.), 3:0 Prekazi (87.), 4:0 Yıldırım (89.) | keine                                                       |
| 6. Runde           | 5. März 1986     | Trabzonspor    | İnönü Stadı, Istanbul      | 2:1 (2:0) | 1:0 Çetiner (22. Elfmeter), 2:0 Keser (40.)                                | keine                                                       |
| Viertelfinale      | 26. März 1986    | MKE Ankaragücü | İnönü Stadı, Istanbul      | 2:1 (2:1) | 1:0 Yıldırım (6.), 2:1 Çetiner (40.)                                       | keine                                                       |
| Halbfinale         | 16. April 1986   | Altay Izmir    | İnönü Stadı, Istanbul      | 0:1 (0:0) | keine                                                                      | Çetiner (22.), Prekazi (38.), Altıntaş (82.), Prekazi (87.) |

### Europapokal der Pokalsieger
| Runde              | Datum              | Gegner             | Ort                         | Ergebnis  | Tor(e) für Galatasaray Istanbul | Karte(n) für Galatasaray Istanbul  |
| ------------------ | ------------------ | ------------------ | --------------------------- | --------- | ------------------------------- | ---------------------------------- |
| 1. Runde-Hinspiel  | 18. September 1985 | Widzew Łódź        | İnönü Stadı, Istanbul       | 1:0 (1:0) | 1:0 Önal (13. Foulelfmeter)     | Altıntaş (48.)                     |
| 1. Runde-Rückspiel | 2. Oktober 1985    | Widzew Łódź        | Widzew-Stadion, Łódź        | 1:2 (0:1) | 1:1 Keser (54.)                 | Akçay, Demiriz, Kocabıyık, Simović |
| 2. Runde-Hinspiel  | 23. Oktober 1985   | Bayer 05 Uerdingen | Grotenburg-Stadion, Krefeld | 0:2 (0:1) | keine                           | Akçay, Keser                       |
| 2. Runde-Rückspiel | 5. November 1985   | Bayer 05 Uerdingen | İnönü Stadı, Istanbul       | 1:1 (0:1) | 1:1 Prekazi (55.)               | Altıntaş, Prekazi                  |

### Başbakanlık Kupası
| Galatasaray Istanbul                                 | Galatasaray Istanbul | Altay Izmir | Altay Izmir |
| ---------------------------------------------------- | --- | --- | ----------- |
| Galatasaray Istanbul                                 | \| 6. Juni 1986 um 16:00 Uhr in Ankara (19 Mayıs Stadı) \| \| Ergebnis: 8:1 (3:1) \| \| Schiedsrichter: Ahmet Akçay \| \| Spielbericht \| | \| 6. Juni 1986 um 16:00 Uhr in Ankara (19 Mayıs Stadı) \| \| Ergebnis: 8:1 (3:1) \| \| Schiedsrichter: Ahmet Akçay \| \| Spielbericht \|                                                                                                  | Altay Izmir |
| Galatasaray Istanbul                                 | Zoran Simović (77. Cengiz Sökmen) – İsmail Demiriz, Semih Yuvakuran, Yusuf Altıntaş, Raşit Çetiner – Cüneyt Tanman, Erhan Önal, Adnan Esen, Arif Kocabıyık (74. Bülent Alkılıç) – Dževat Prekazi, Erdal Keser Cheftrainer: Jupp Derwall ( BR Deutschland) | Ercan Ertemçöz – Zafer Bilgetay, Turgut Uçar, Önder Bilgin, Müjdat Atıcı (78. Taner Gizlenci) – Serdar Berkin, Şeref Onarlıoğlu (78. Sabri), İsa Ertürk, Ümit Kayıhan – Reha Kapsal, Erdi Demir Cheftrainer: Kemal Omeragić ( Jugoslawien) | Altay Izmir |
| Galatasaray Istanbul                                 | 1:0 Erdal Keser (6.) 2:0 Raşit Çetiner (24.) 3:0 Erdal Keser (30.) 4:0 Erdal Keser (60.) 5:0 Erdal Keser (70.) 6:1 Dževat Prekazi (80.) 7:1 Erhan Önal (82.) 8:1 Erdal Keser (89.)                                                                        | 5:1 Erdi Demir (76.) | Altay Izmir |
| 6. Juni 1986 um 16:00 Uhr in Ankara (19 Mayıs Stadı) | | |             |
| Ergebnis: 8:1 (3:1)                                  | | |             |
| Schiedsrichter: Ahmet Akçay                          | | |             |
| Spielbericht                                         | | |             |

### TSYD Kupası
| Datum           | Gegner              | Ort                        | Ergebnis  | Tor(e) für Galatasaray Istanbul     | Karte(n) für Galatasaray Istanbul |
| --------------- | ------------------- | -------------------------- | --------- | ----------------------------------- | --------------------------------- |
| 17. August 1985 | Fenerbahçe Istanbul | Fenerbahçe Stadı, Istanbul | 0:2 (0:1) | keine                               | Çetiner (63.)                     |
| 18. August 1985 | Beşiktaş Istanbul   | Inönü Stadı, Istanbul      | 2:2 (1:1) | 1:1 Çetiner (45.), 2:1 Dilmen (50.) | Altıntaş (63.), Keser (37.)       |

## Statistiken

### Teamstatistik
| Wettbewerb                  | Punkte | daheim | daheim | daheim | daheim | daheim | auswärts | auswärts | auswärts | auswärts | auswärts | Gesamt | Gesamt | Gesamt | Gesamt | Gesamt | Tordifferenz |
| Wettbewerb                  | Punkte | Sp     | G      | U      | N      | TV     | Sp       | G        | U        | N        | TV       | Sp     | G      | U      | N      | TV     | Tordifferenz |
| --------------------------- | ------ | ------ | ------ | ------ | ------ | ------ | -------- | -------- | -------- | -------- | -------- | ------ | ------ | ------ | ------ | ------ | ------------ |
| 1. Lig                      | 56:16  | 18     | 12     | 6      | 0      | 39:12  | 18       | 8        | 10       | 0        | 18:18    | 36     | 20     | 16     | 0      | 57:20  | +37          |
| Türkiye Kupası              | –      | 4      | 3      | 0      | 1      | 8:3    | 1        | 0        | 1        | 0        | 0:0      | 5      | 3      | 1      | 1      | 8:3    | +5           |
| Europapokal der Pokalsieger | –      | 2      | 1      | 1      | 0      | 2:1    | 2        | 0        | 0        | 2        | 1:4      | 4      | 1      | 1      | 2      | 3:5    | −2           |
| Gesamt                      | 56:16  | 24     | 16     | 7      | 1      | 49:16  | 21       | 8        | 11       | 2        | 19:22    | 45     | 24     | 18     | 3      | 68:28  | +40          |

### Saisonverlauf
| Spieltag | 1 | 2 | 3 | 4 | 5 | 6 | 7 | 8 | 9 | 10 | 11 | 12 | 13 | 14 | 15 | 16 | 17 | 18 | 19 | 20 | 21 | 22 | 23 | 24 | 25 | 26 | 27 | 28 | 29 | 30 | 31 | 32 | 33 | 34 | 35 | 36 | 37 | 38 |
| -------- | - | - | - | - | - | - | - | - | - | -- | -- | -- | -- | -- | -- | -- | -- | -- | -- | -- | -- | -- | -- | -- | -- | -- | -- | -- | -- | -- | -- | -- | -- | -- | -- | -- | -- | -- |
| Spielort | H | A | H | A | H | A | H | H |   | H  | A  | H  | A  | H  | A  | H  | A  | H  | A  | A  | H  | A  | H  | A  | H  | A  | A  |    | A  | H  | A  | H  | A  | H  | A  | H  | A  | H  |
| Resultat | S | S | S | U | U | U | U | S |   | S  | U  | S  | S  | S  | U  | S  | U  | U  | U  | U  | S  | S  | S  | U  | U  | U  | U  |    | S  | S  | S  | U  | U  | U  | S  | S  | S  | S  |
| Platz    | 2 | 2 | 1 | 1 | 1 | 2 | 2 | 1 | 3 | 2  | 2  | 1  | 1  | 1  | 1  | 1  | 1  | 1  | 1  | 2  | 1  | 1  | 1  | 1  | 1  | 1  | 1  | 1  | 1  | 1  | 1  | 1  | 2  | 2  | 2  | 2  | 2  | 2  |

Quelle: https://www.weltfussball.de/spielplan/tur-sueperlig-1985-1986
Legende: Spielort: H = Heim; A = Auswärts. Resultat: S = Sieg; U = Unentschieden; N = Niederlage

### Spielerstatistiken
| Spieler             | 1. Lig   | 1. Lig | 1. Lig      | 1. Lig     | Türkiye Kupası / Başbakanlık Kupası | Türkiye Kupası / Başbakanlık Kupası | Türkiye Kupası / Başbakanlık Kupası | Türkiye Kupası / Başbakanlık Kupası | TSYD Kupası | TSYD Kupası | TSYD Kupası | TSYD Kupası | Europapokal der Pokalsieger | Europapokal der Pokalsieger | Europapokal der Pokalsieger | Europapokal der Pokalsieger | Total    | Total | Total       | Total      |
| Spieler             | Einsätze | Tore   | Gelbe Karte | Rote Karte | Einsätze                            | Tore                                | Gelbe Karte                         | Rote Karte                          | Einsätze    | Tore        | Gelbe Karte | Rote Karte  | Einsätze                    | Tore                        | Gelbe Karte                 | Rote Karte                  | Einsätze | Tore  | Gelbe Karte | Rote Karte |
| ------------------- | -------- | ------ | ----------- | ---------- | ----------------------------------- | ----------------------------------- | ----------------------------------- | ----------------------------------- | ----------- | ----------- | ----------- | ----------- | --------------------------- | --------------------------- | --------------------------- | --------------------------- | -------- | ----- | ----------- | ---------- |
| Halil İbrahim Akçay | 24       | 0      | 1           | 0          | 3                                   | 0                                   | 0                                   | 0                                   | 1           | 0           | 0           | 0           | 3                           | 0                           | 0                           | 0                           | 31       | 0     | 1           | 0          |
| Bülent Alkılıç      | 32       | 7      | 2           | 0          | 6                                   | 0                                   | 0                                   | 0                                   | 2           | 0           | 0           | 0           | 4                           | 0                           | 0                           | 0                           | 44       | 7     | 2           | 0          |
| Yusuf Altıntaş      | 33       | 3      | 7           | 0          | 6                                   | 0                                   | 1                                   | 0                                   | 2           | 0           | 1           | 0           | 3                           | 0                           | 0                           | 0                           | 44       | 3     | 9           | 0          |
| Orhan Atik          | 0        | 0      | 0           | 0          | 0                                   | 0                                   | 0                                   | 0                                   | 0           | 0           | 0           | 0           | 0                           | 0                           | 0                           | 0                           | 0        | 0     | 0           | 0          |
| Adnan Aydın         | 0        | 0      | 0           | 0          | 0                                   | 0                                   | 0                                   | 0                                   | 0           | 0           | 0           | 0           | 0                           | 0                           | 0                           | 0                           | 0        | 0     | 0           | 0          |
| Hakan Çarkacı       | 0        | 0      | 0           | 0          | 0                                   | 0                                   | 0                                   | 0                                   | 0           | 0           | 0           | 0           | 0                           | 0                           | 0                           | 0                           | 0        | 0     | 0           | 0          |
| Kadir Çattık        | 0        | 0      | 0           | 0          | 0                                   | 0                                   | 0                                   | 0                                   | 0           | 0           | 0           | 0           | 0                           | 0                           | 0                           | 0                           | 0        | 0     | 0           | 0          |
| Raşit Çetiner       | 34       | 9      | 1           | 0          | 6                                   | 3                                   | 1                                   | 0                                   | 2           | 1           | 1           | 0           | 4                           | 0                           | 0                           | 0                           | 46       | 13    | 3           | 0          |
| Ahmet Ceyhan        | 28       | 0      | 3           | 0          | 5                                   | 0                                   | 0                                   | 0                                   | 2           | 0           | 0           | 0           | 4                           | 0                           | 0                           | 0                           | 39       | 0     | 3           | 0          |
| İsmail Demiriz      | 32       | 0      | 3           | 0          | 6                                   | 0                                   | 0                                   | 0                                   | 2           | 0           | 0           | 0           | 3                           | 0                           | 0                           | 0                           | 43       | 0     | 3           | 0          |
| Burak Dilmen        | 2        | 0      | 0           | 0          | 0                                   | 0                                   | 0                                   | 0                                   | 2           | 1           | 0           | 0           | 0                           | 0                           | 0                           | 0                           | 4        | 1     | 0           | 0          |
| Haydar Erdoğan      | 0        | 0      | 0           | 0          | 0                                   | 0                                   | 0                                   | 0                                   | 1           | 0           | 0           | 0           | 0                           | 0                           | 0                           | 0                           | 1        | 0     | 0           | 0          |
| Adnan Esen          | 19       | 0      | 0           | 0          | 4                                   | 0                                   | 0                                   | 0                                   | 1           | 0           | 0           | 0           | 3                           | 0                           | 0                           | 0                           | 27       | 0     | 0           | 0          |
| İlyas               | 0        | 0      | 0           | 0          | 0                                   | 0                                   | 0                                   | 0                                   | 0           | 0           | 0           | 0           | 0                           | 0                           | 0                           | 0                           | 0        | 0     | 0           | 0          |
| Sefer Karaer        | 2        | 0      | 0           | 0          | 0                                   | 0                                   | 0                                   | 0                                   | 2           | 0           | 0           | 0           | 0                           | 0                           | 0                           | 0                           | 4        | 0     | 0           | 0          |
| Erdal Keser         | 29       | 9      | 1           | 1          | 6                                   | 7                                   | 0                                   | 0                                   | 2           | 0           | 0           | 1           | 3                           | 1                           | 0                           | 0                           | 40       | 17    | 1           | 2          |
| Arif Kocabıyık      | 35       | 1      | 4           | 0          | 6                                   | 0                                   | 0                                   | 0                                   | 1           | 0           | 0           | 0           | 4                           | 0                           | 0                           | 0                           | 46       | 1     | 4           | 0          |
| Erhan Önal          | 36       | 3      | 3           | 1          | 4                                   | 1                                   | 0                                   | 0                                   | 2           | 0           | 0           | 0           | 4                           | 1                           | 0                           | 0                           | 46       | 5     | 3           | 1          |
| Yücel Özkan         | 0        | 0      | 0           | 0          | 0                                   | 0                                   | 0                                   | 0                                   | 0           | 0           | 0           | 0           | 0                           | 0                           | 0                           | 0                           | 0        | 0     | 0           | 0          |
| Hakan Özkazbek      | 0        | 0      | 0           | 0          | 0                                   | 0                                   | 0                                   | 0                                   | 0           | 0           | 0           | 0           | 0                           | 0                           | 0                           | 0                           | 0        | 0     | 0           | 0          |
| Dževat Prekazi      | 35       | 9      | 4           | 0          | 6                                   | 2                                   | 0                                   | 0                                   | 2           | 0           | 0           | 0           | 4                           | 1                           | 0                           | 0                           | 47       | 12    | 4           | 0          |
| Hasan Reis          | 0        | 0      | 0           | 0          | 0                                   | 0                                   | 0                                   | 0                                   | 0           | 0           | 0           | 0           | 0                           | 0                           | 0                           | 0                           | 0        | 0     | 0           | 0          |
| Zoran Simović       | 36       | 0      | 0           | 0          | 6                                   | 0                                   | 0                                   | 0                                   | 1           | 0           | 0           | 0           | 4                           | 0                           | 0                           | 0                           | 47       | 0     | 0           | 0          |
| Cengiz Sökmen       | 0        | 0      | 0           | 0          | 1                                   | 0                                   | 0                                   | 0                                   | 0           | 0           | 0           | 0           | 0                           | 0                           | 0                           | 0                           | 1        | 0     | 0           | 0          |
| Arkın Tanman        | 0        | 0      | 0           | 0          | 0                                   | 0                                   | 0                                   | 0                                   | 0           | 0           | 0           | 0           | 0                           | 0                           | 0                           | 0                           | 0        | 0     | 0           | 0          |
| Cüneyt Tanman       | 36       | 11     | 1           | 0          | 6                                   | 0                                   | 0                                   | 0                                   | 2           | 0           | 0           | 0           | 4                           | 0                           | 0                           | 0                           | 48       | 11    | 1           | 0          |
| Erkan Ültanır       | 11       | 2      | 0           | 0          | 0                                   | 0                                   | 0                                   | 0                                   | 0           | 0           | 0           | 0           | 1                           | 0                           | 0                           | 0                           | 12       | 2     | 0           | 0          |
| Şenol Yiğit         | 0        | 0      | 0           | 0          | 0                                   | 0                                   | 0                                   | 0                                   | 0           | 0           | 0           | 0           | 0                           | 0                           | 0                           | 0                           | 0        | 0     | 0           | 0          |
| Hasan Yıldırım      | 19       | 2      | 0           | 0          | 5                                   | 3                                   | 0                                   | 0                                   | 0           | 0           | 0           | 0           | 0                           | 0                           | 0                           | 0                           | 24       | 5     | 0           | 0          |
| Semih Yuvakuran     | 15       | 0      | 0           | 0          | 2                                   | 0                                   | 0                                   | 0                                   | 0           | 0           | 0           | 0           | 1                           | 0                           | 0                           | 0                           | 18       | 0     | 0           | 0          |